# Симфонія № 9 (Шостакович)
Симфонія № 9 мі-бемоль мажор, тв. 70 — симфонія Дмитра Дмитровича Шостаковича, написана в 1945 році. Вперше виконана 3 листопада 1945 року Ленінградським філармонічним оркестром під керуванням Є. Мравінського.
Симфонія в 5-ти-частиннах, останні три виконуються без перерви:
1. Allegro
2. Moderato
3. Presto
4. Largo
5. Allegretto — Allegro

Ця симфонія є найкоротшою серед симфоній Шостаковича, її тривалість — близько 26 хвилин. Музика цієї симфонії відрізняється веселим і бадьорим тонусом, з неокласичним відчуттям, що нагадує стилістику Й. Гайдна. Сам Шостакович казав про неї, як про «маленьку веселу п'єсу».